# BoriS
Das BoriS (eigentlich Berufswahl-SIEGEL Baden-Württemberg) ist eine Auszeichnung und Zertifizierung von Praxis-Projekten für Maßnahmen und Aktivitäten der Berufs- und Studienorientierung, die über die in den Bildungsplänen und den Verwaltungsvorschriften geforderten Standards weit hinausgehen. BoriS ist die Abkürzung für Berufsorientierung in Schulen. Dabei muss es sich um bereits durchgeführte Maßnahmen im Sinne der Berufs- und Studienorientierung handeln.

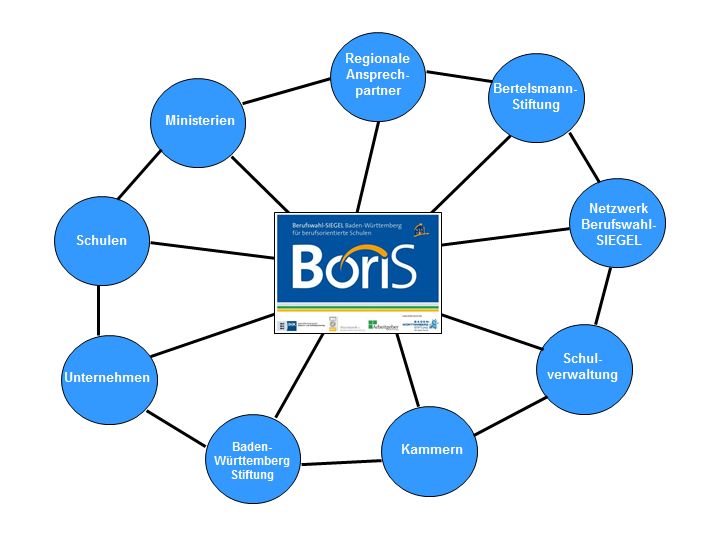
Logo mit Partnern

## Hintergrund
Berufsorientierung wird für Schülerinnen und Schüler aufgrund steigender Anforderungen durch politische Steuerung,
demographische Entwicklung und ein verändertes Rollenverständnis immer schwieriger. Familiäre, regionale und überlieferte Traditionen befinden sich im Umbruch und die Wirtschaft entwickelt eine Dynamik in der Berufe in schneller Folge veralten, sich verändern oder ganz verschwinden.
Auch für Lehrer erschwert sich die Hilfestellung für ihre Schüler, weil vielfach die Eltern keine Hilfe mehr sein können, die Arbeitswelt hingegen aber eine wachsende psychologische Stärkung der einzelnen Schüler erfordert.
Der Wandel von Wirtschaft, Technologie und Gesellschaft macht die Berufs- und Studienorientierung in der Schule zu einer Herausforderung.  Aus diesem Grund wurde BoriS – das Berufswahl-SIEGEL Baden-Württemberg ins Leben gerufen.

## Zielsetzung
Im Wesentlichen dient das Programm dazu:
- die berufliche Orientierung und Studienorientierung von Schülerinnen und Schülern zu verbessern,
- die Zusammenarbeit von Schulen mit externen Partnern auszubauen und so die Qualität der Berufs- und Studienorientierung weiter zu erhöhen und zu sichern,
- Transparenz nach innen und außen zu schaffen und den Erfahrungsaustausch zwischen Schulen zu erhöhen,
- den Wettbewerb um Ideen und Qualität anzuregen und damit einen möglichen Einstieg in die Qualitätsentwicklung von Schulen aufzuzeigen,
- den Schulen die Möglichkeit zu geben, die besondere Qualität ihrer Leistungen nach außen zu dokumentieren
- sowie Schülerinnen und Schülern und ihren Eltern die Sicherheit zu geben, die richtige Schule für einen erfolgreichen Übergang in den Beruf zu wählen oder gewählt zu haben.

## Förderung und Trägerschaft
Das BoriS - Berufswahl-SIEGEL Baden-Württemberg wird von der Baden-Württemberg Stiftung gefördert. Seit 1. August 2011 ist die Programmträgerschaft auf den Baden-Württembergischen Industrie- und Handelskammertag, den Baden-Württembergischen Handwerkstag und die Landesvereinigung Baden-Württembergischer Arbeitgeberverbände e.V. übergegangen. Die Projektkoordination hat die Industrie- und Handelskammer Hochrhein-Bodensee übernommen, die die regionalen 12 Projektleiter in Baden-Württemberg koordiniert.

## SIEGEL-Schulen
BoriS richtet sich an alle Schulen, die besonderes Augenmerk darauf legen, ihre Schülerinnen und Schüler bestmöglich auf die Berufs- und Studienwahl und die Arbeitswelt vorzubereiten. Teilnehmen können alle allgemein bildenden und beruflichen Vollzeitschulen in Baden-Württemberg, die keine abgeschlossene Berufsausbildung voraussetzen.
Seit Beginn des Projektes im Schuljahr 2007/08 wurden über 600 Schulen mit dem BoriS – Berufswahl-SIEGEL ausgezeichnet.
Das BoriS - Berufswahl-SIEGEL hat nach seiner Verleihung eine Gültigkeit von drei Jahren. Danach muss sich die Schule einer Rezertifizierung unterziehen und unter Beweis stellen, dass das hohe Level ihrer Berufs- und Studienorientierung aufrechterhalten konnte.
Die Rezertifizierung ist fünf Jahre gültig.

## Weblink
- Website des BoriS Berufswahl-SIEGEL Baden-Württemberg